# Santa Catalina-Las Toscas
Santa Catalina-Las Toscas es una entidad de población perteneciente al municipio de Tacoronte, en la isla de Tenerife —Canarias, España—.
En el barrio se encuentra la iglesia de santa Catalina de Alejandría, construida en el siglo xvi y declarada Bien de Interés Cultural en 1986 en la categoría de monumento.

## Geografía
Se encuentra en la zona baja de Tacoronte, a un kilómetro del centro municipal y a una altitud media de unos 330 m s. n. m.
El barrio se compone de dos núcleos: el área tradicional en torno a la iglesia de santa Catalina, y la zona de Las Toscas, compuesta por modernas urbanizaciones de chalés.
El barrio cuenta con una iglesia dedicada a santa Catalina, una plaza pública, varios parques infantiles, un parque público, un local social, el centro de educación infantil y primaria Tacoronte, así como comercios, bares y restaurantes. Aquí se encuentran además el cementerio municipal y el museo La Casona, inmueble de 1702 que alberga desde 2012 el Centro Europeo de Encuentro, lugar de encuentro de personas de diferentes profesiones y nacionalidades que residen en la isla.
Los acantilados costeros bajo la localidad y el tramo final del barranco de Guayonje forman parte del paisaje protegido de Costa de Acentejo. Asimismo, en este enclave se localiza un importante yacimiento arqueológico de la cultura guanche, declarado en 2007 Bien de Interés Cultural en la categoría de zona arqueológica.

## Demografía
| Año        | 2000 | 2005  | 2010  | 2015  | 2020  |
| ---------- | ---- | ----- | ----- | ----- | ----- |
| Habitantes | 971  | 1 516 | 1 882 | 1 931 | 1 910 |

## Fiestas
En el mes de noviembre se celebran las fiestas en honor a santa Cecilia y a santa Catalina, patrona de Tacoronte, los días 22 y 25 respectivamente. Durante esos días se llevan a cabo diversas actividades teatrales, culturales y religiosas, destacando la procesión del día 25, además de la tradicional venta de castañas y vino en los ventorrillos que se instalan en los aledaños de la iglesia de santa Catalina.
En el mes de junio se lleva a cabo la romería en honor a san Isidro labrador, en un trayecto que va desde Santa Catalina hasta La Alhóndiga por la calle del Calvario, con un itinerario de ida y vuelta.
La procesión del Corpus Christi de Tacoronte parte de la iglesia de Santa Catalina y se dirige hacia la plaza del Cristo pasando por el trayecto alfombrado.

## Comunicaciones
Se llega al barrio principalmente a través de las calles del Calvario y de Ismael Domínguez.

### Transporte público
En autobús —guagua— queda conectado mediante las siguientes líneas de TITSA: 
| Línea | Trayecto                                                | Recorrido     |
| ----- | ------------------------------------------------------- | ------------- |
| 011   | La Laguna - El Sauzal (por C/ El Calvario de Tacoronte) | Horario/Línea |
| 021   | Tacoronte - Santa Catalina - Playa Mesa del Mar         | Horario/Línea |
| 023   | Tacoronte - El Pris (por El Calvario y Guayonje)        | Horario/Línea |